# Antependium

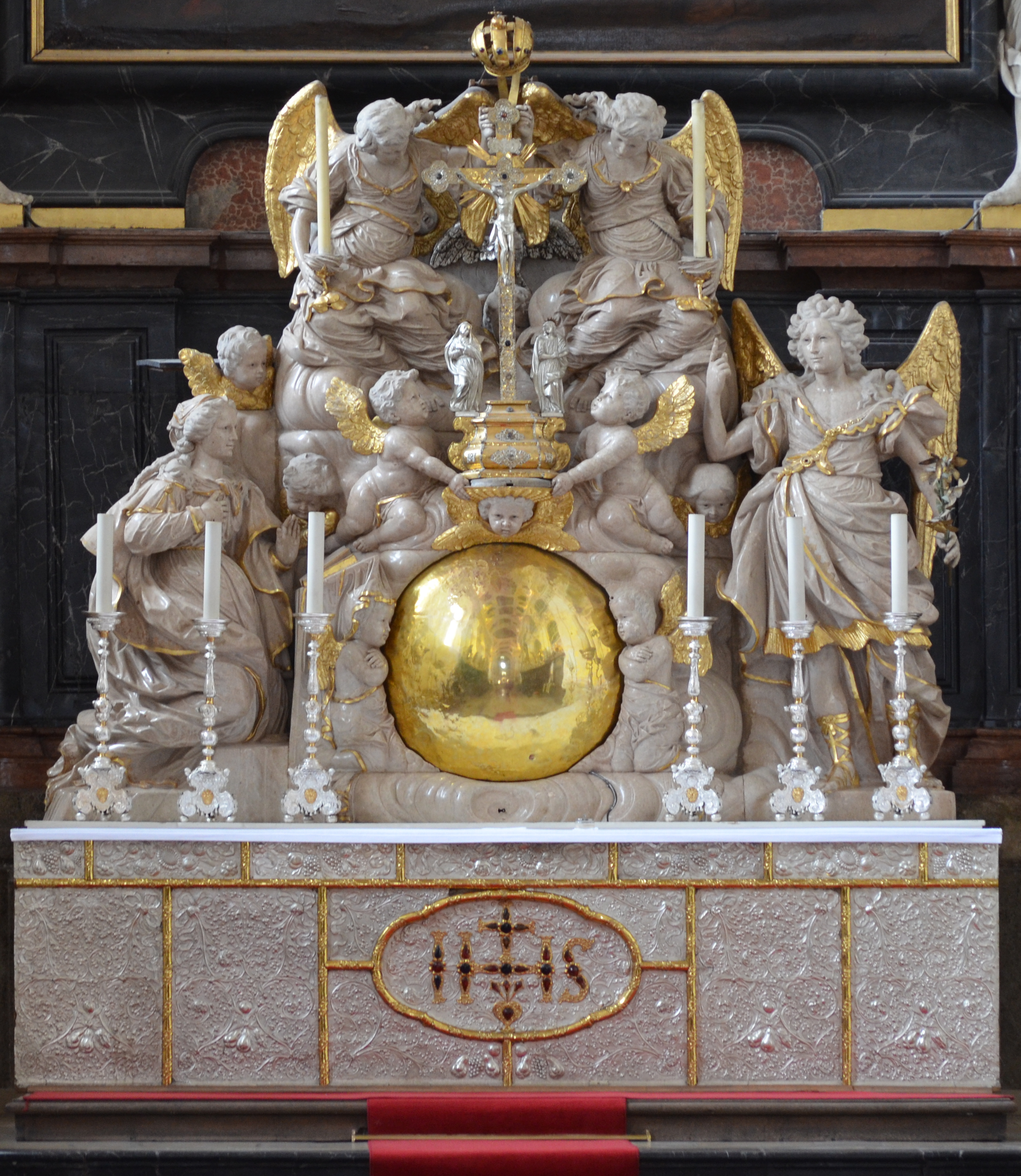
Antependium ve Valdsasích

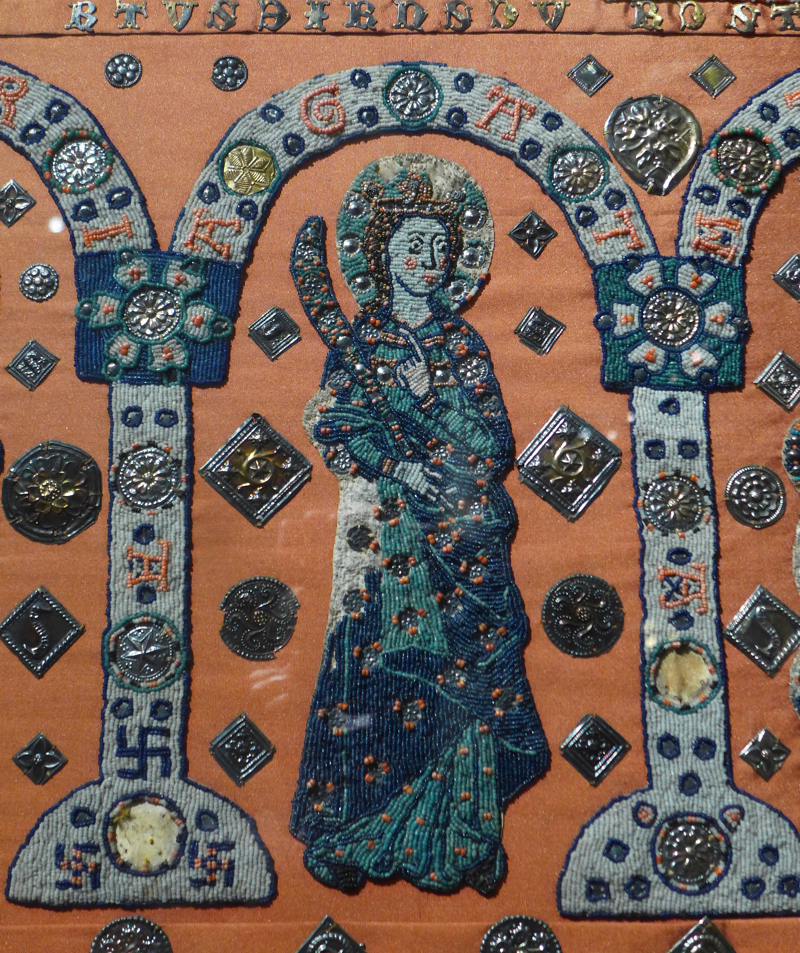
Detail z Chebského antependia (14. století)

Antependium (z latinských termínů ante „před“ a pendere „viset“), někdy chybně nazývané antipendium, jindy také pallium oltářní, je název pro ozdobné, zpravidla obdélné pole, zakrývající přední stranu oltářní mensy (stolu), tedy vlastně stipes (podstavec) oltáře křesťanského chrámu.
Antependia vznikala od raného středověku, asi od 9.–10. století až do 20. století. Nejvyššího rozkvětu dosáhla v katolických kostelech v době protireformace. Při moderních mších sloužených v řádné formě římského ritu čelem k lidu se antependia již většinou nepoužívají (na rozdíl od tradiční liturgie). Bývají nahrazena pouhou dekorativní nohou stolu nebo pokrývkou celé oltářní menzy (ubrusem).
Pozor na chybně používaný pojem antipendium, znamená „visící proti oltáři“.

## Materiály

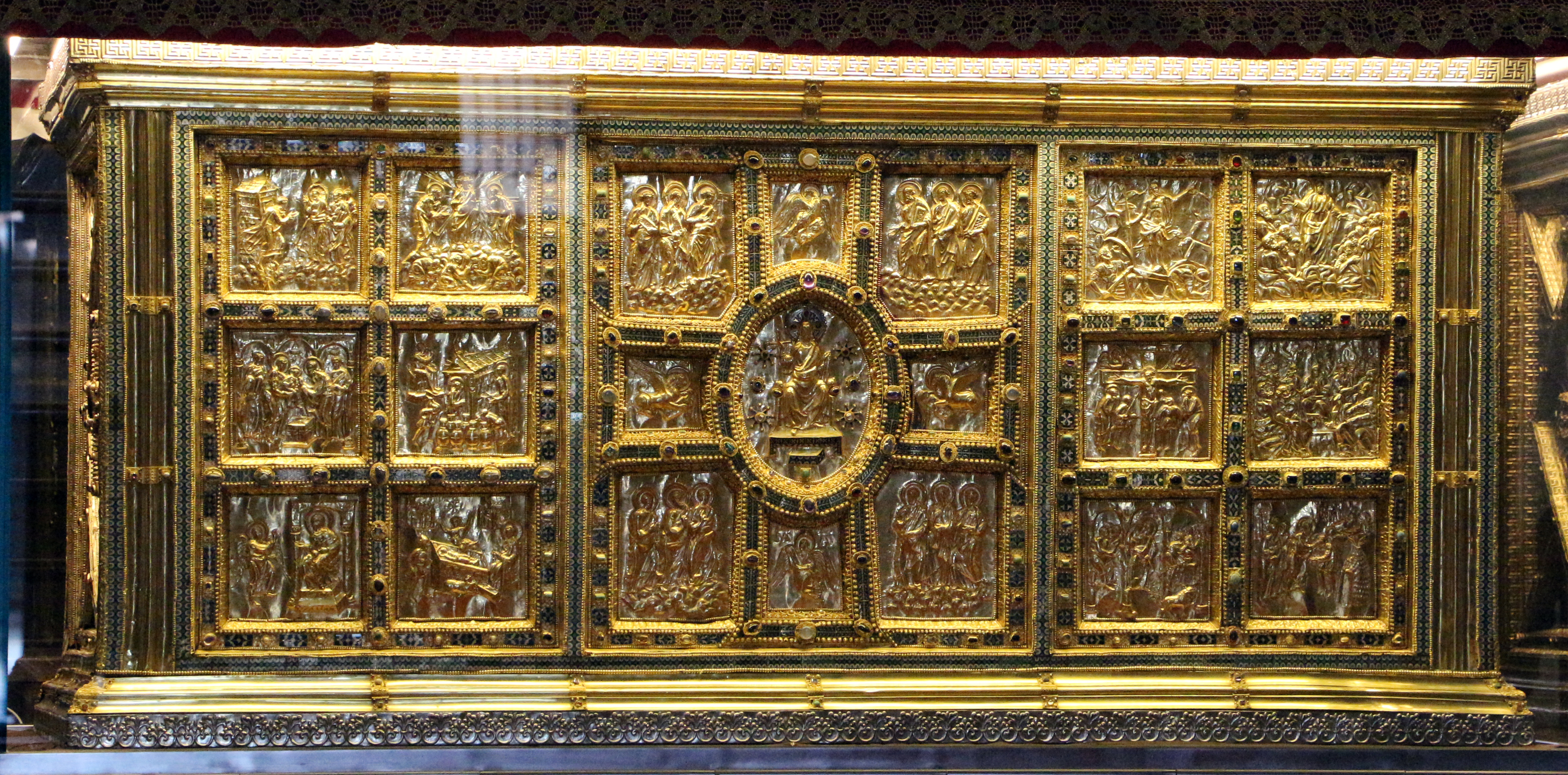
Antependium v San Ambrogio, Milán, z let 824–859

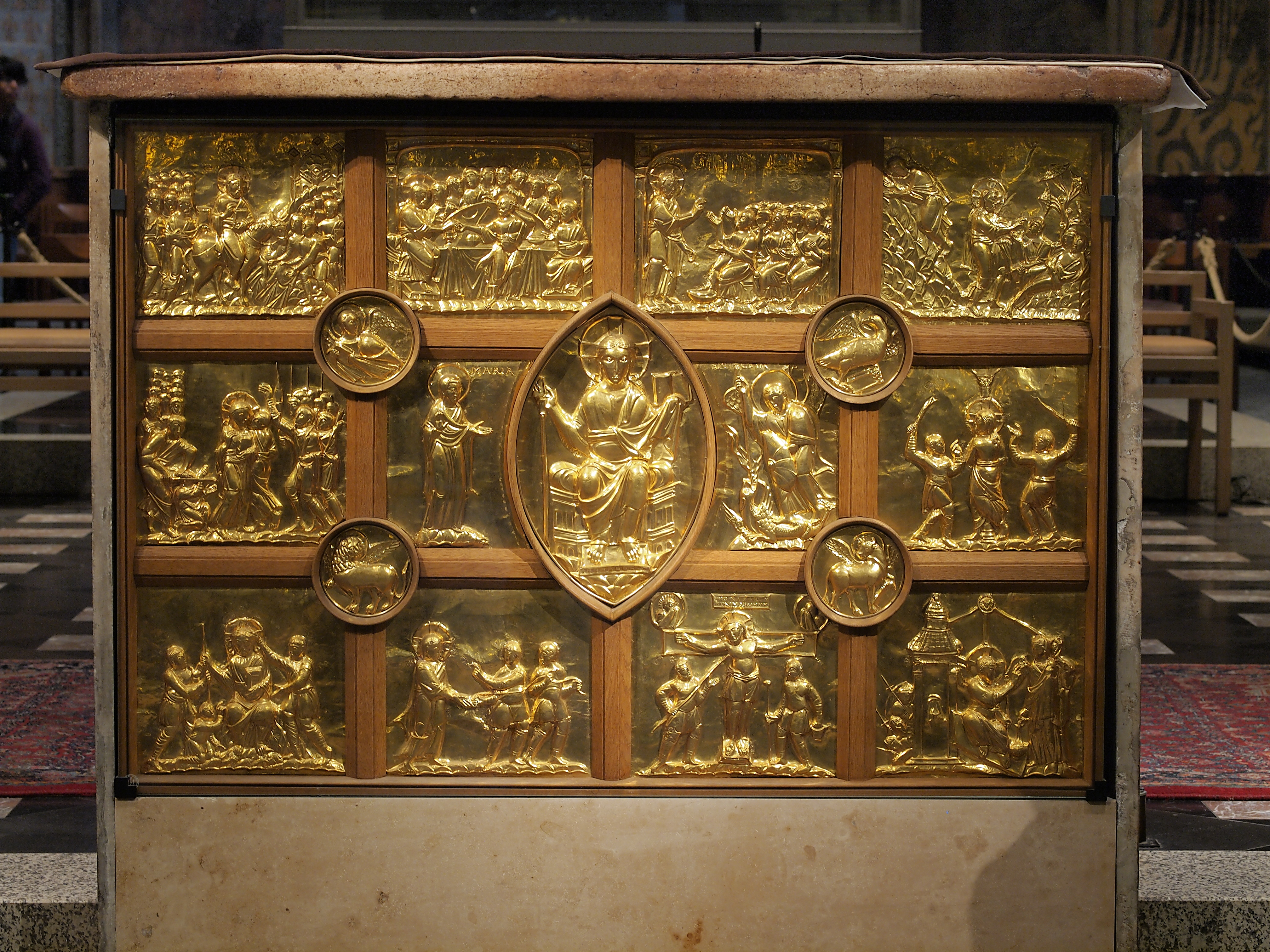
Zlaté antependium v cášské katedrále Panny Marie, 10. století

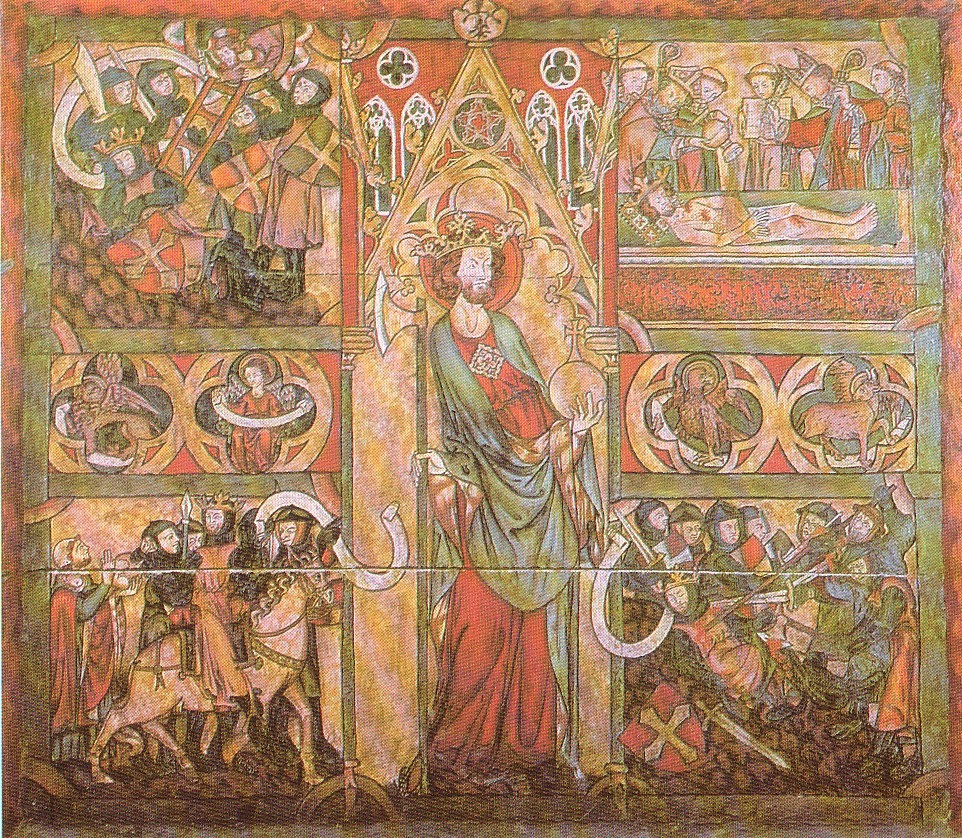
Antependium malované na dřevě, sv. Olaf, Trondheim, 14. století

Antependia se zhotovovala z různých materiálů: ze dřeva, kamene, stříbra, zlata, mědi či z textilií. V běžných chrámech bývají antependia z obecných kovů nebo dřevěná- často malovaná jako obraz, nebo mají dřevěnou konstrukci a svrchní materiál textil, zpravidla drahocenná hedvábná tkanina s vytkávaným zlatým či stříbrným desénem, nebo tapisérie nebo výšivka. Největšího rozmachu antependium dosáhlo od doby gotické do baroka. Výměnné desky se v baroku střídaly podle svátků.
- Zlato : Nejstarší tři antependia se dochovala z přelomu 10. a 11. století, v katedrále v Cáchách, v katedrále v Basileji (1012) a z chrámu sv. Ambrože v Miláně, všechna jsou tepaná ze zlata.
- Stříbro: Antependia v Loretách bývají stříbrná (z Lorety na Hradčanech – nyní uloženo v depozitáři), stejně tak u milostných oltářů v poutních chrámech, například mariánský oltář v Mariazell ve Štýrsku nebo antependium sňaté z oltáře v kostele dvou sv. Janů v Brně, nyní zapůjčené do Moravské galerie v Brně.
- Ostatní kovy – nejčastěji měď nebo mosaz, pozlacením či postříbřením napodobuje drahé kovy, např. v poutním kostele P. Marie v Chlumu svaté Máří nebo v Loretě v Hájku u Prahy.
- Mramorová mozaika – významná antependia skládaná z různobarevných dílů mramorů, tzv. pietre dure, zejména v Itálii: v Římě, Neapoli, na Sicílii (či na Maltě),
- Ostatní kámen – vápenec nebo pískovec, do nějž se dobře tesá reliéf, například gotické antependium v chórové kapli katedrály sv. Víta v Praze
- Barevný štuk, tzv. scagliola – mohou mít figurální motivy, například v klášterním kostele v Oseku u Duchcova.
- Dřevěná deska s malovaným obrazem, někdy napodobuje textilní závěs, nebo má řezaný reliéf, často shodná dekorace na cewlém oltáři
- Olejomalba na plátně – časté barokní antependium
- Textilie nejčastější, tkaniny s vytkávaným desénem, s výšivkou či aplikací, nebo z tapisérie, či malované (Parament z Narbonne)
- Kůže (useň) – barokní, s tlačenou reliéfní či malovanou výzdobou

## Náměty výzdoby
Nejhonosnější antependia mají mnohafigurovou výzdobu, například uprostřed Krista či Korunování Panny Marie a kolem nich postavy světců. Na malovaných deskách či závěsech se objevovaly figurální motivy i dekorace v podobě rámečků nebo ornamentů. Uprostřed může být ve svatozáři vepsaný hagiogram Krista IHS nebo Panny MRA. Jindy jsou v kartuších či medailonech vyobrazeni světci nebo výjevy z jejich martyria, ale také andělé, zřídka církevní donátoři, častěji jen jejich znaky. Někdy je střed antependia vyříznutý a zůstává v něm průhled do dutiny oltáře, v němž jsou vidět relikvie světce – patrona onoho oltáře.

## Nejstarší a významná česká antependia
- Chebské antependium z doby kolem roku 1300, na lněném plátně korálková výšivka s našitými stříbrnými brakteáty, (vytvořeno v chebském klášteře klarisek dnes v Chebském muzeu v Chebu)
- Antependium z Pirny ze 2. čtvrtiny 14. století, na lněném podkladu hedvábím vyšívané postavy trůnícího Krista, Panny Marie a stojících světců včetně českých patronů, pod lomenými oblouky arkád (dnes Staatliche Kunstsammlungen Dresden).
- Třeboňské antependium rovněž z období vrcholné gotiky, z 80. let 14. století. Je na něm kromě Krista, proroků a světců zobrazen klečící donátor Petr z Rožmberka s rodovým erbem u nohou, (dnes Národní muzeum, Praha)[1].
- hlavní oltář mariánského chrámu na Sv. Kopečku u Olomouce
- barokní stříbrné antependium ze Svaté chýše Lorety v Praze na Hradčanech (nevystaveno)
- barokní stříbrné antependium z kostela Dvou svatých Janů v Brně; Moravská galerie v Brně (zápůjčka)
- stříbrný oltář Madony Svatotomášské u augustiniánů na Starém Brně
- stříbrný oltář v Klokotech u Tábora.

## Jiná
- Parament z Narbonne – výjimečný příklad antependia s výzdobou malovanou a stínovanou tuší; většinou byla na tkanině jen podkresba pro výšuvku -tzv. malbu jehlou
- Antependium ze Štrasburku – tapisérie z různobarevné vlněné příze

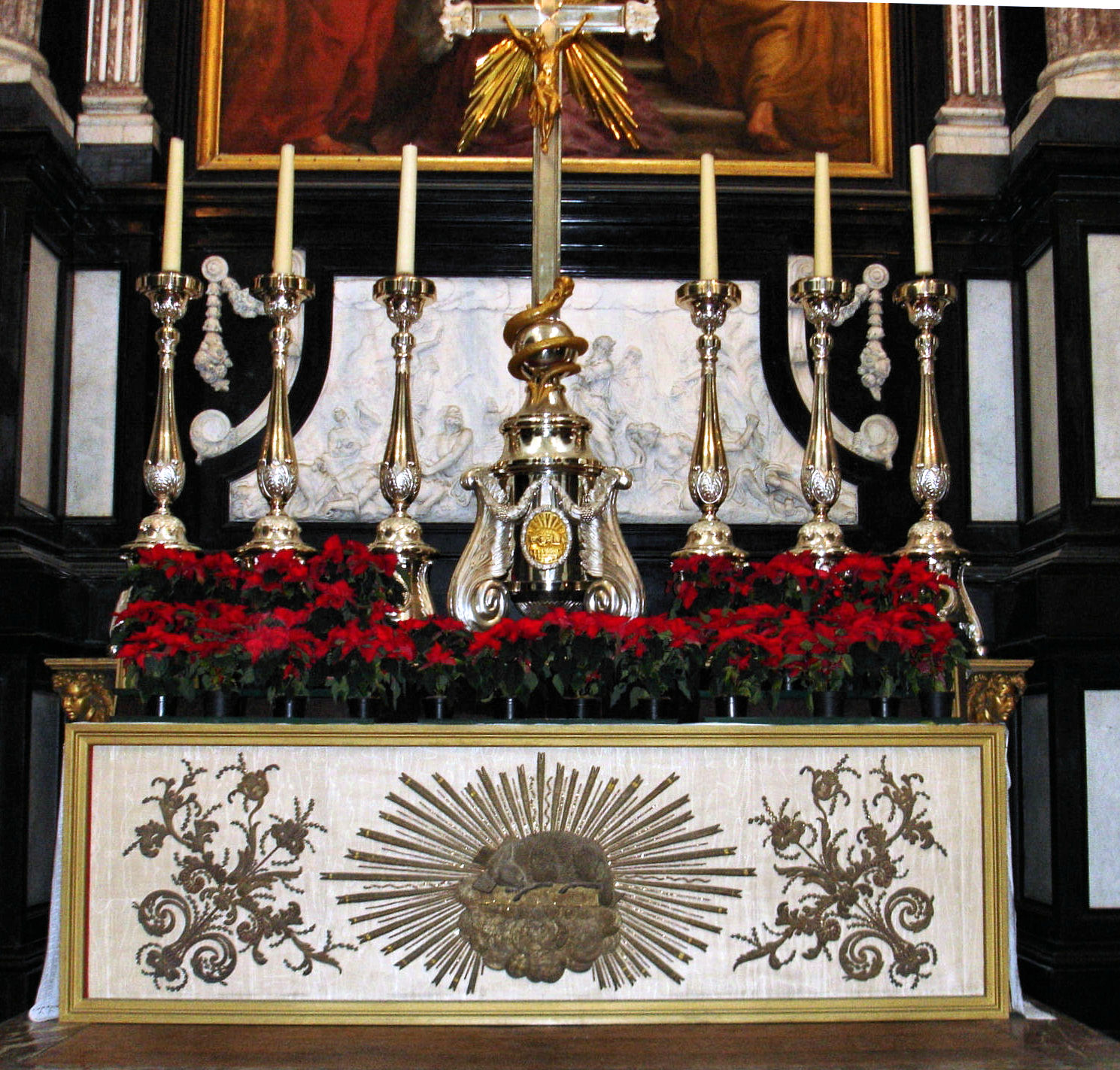
Antependium v katedrále v Antverpách

### Externí odkazy

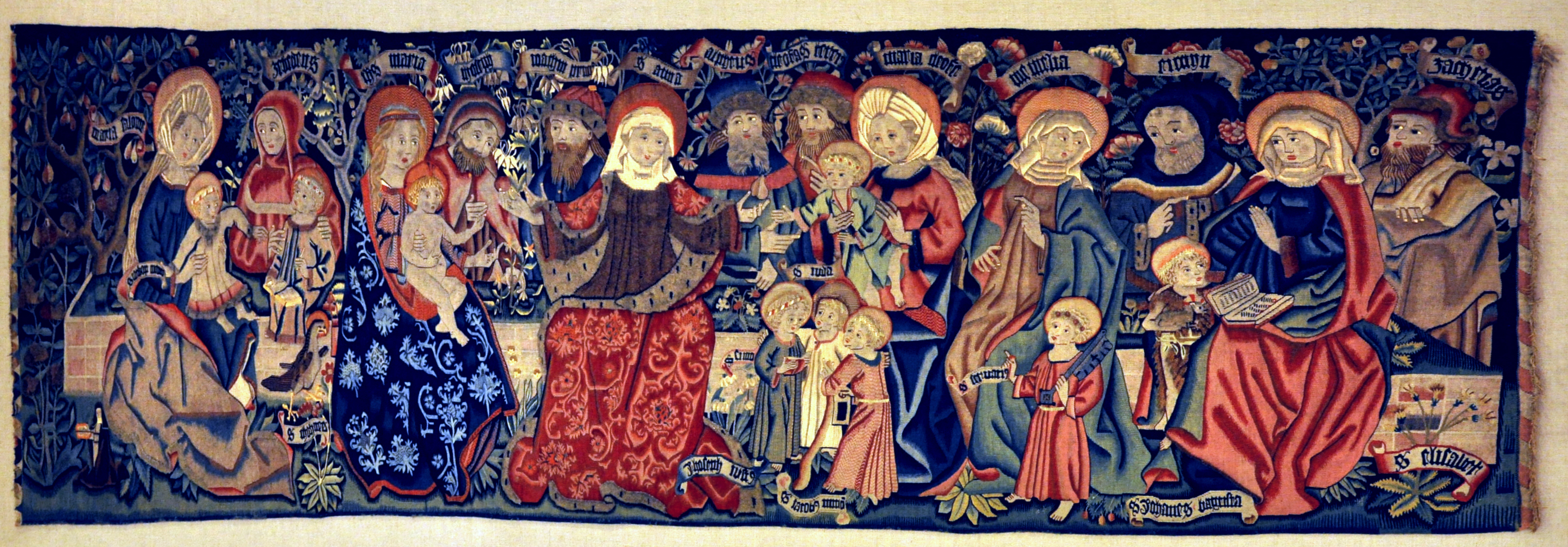
Antependium Svatá rodina, Štrasburk 1495–1500; Museum für angewandte Kunst, Frankfurt nad Mohanem